# Loxostege peltalodes
Loxostege peltalodes là một loài bướm đêm trong họ Crambidae.